# Femtjärnarna (Stensele socken, Lappland, 724574-155161)
Femtjärnarna är en sjö i Storumans kommun i Lappland och ingår i Umeälvens huvudavrinningsområde.